# مایین‌بلاغ
مایین‌بلاغ، روستایی از توابع بخش تخت سلیمان شهرستان تکاب در استان آذربایجان غربی ایران است.
این روستا با ارتفاع ۲۳۰۰ متر از سطح دریا یکی از سرد ترین روستا های غرب کشور است.

## جمعیت
این روستا در دهستان ساروق قرار دارد و براساس سرشماری مرکز آمار ایران در سال ۱۳۸۵، جمعیت آن ۳۹۲ نفر (۷۷ خانوار) بوده‌است.